# La Madone de l'Amour divin
La Madone de l'Amour divin est une peinture à l'huile sur bois (140x109 cm) de Raphaël et de son atelier, datable vers 1516 et conservée au musée de Capodimonte à Naples.

## Histoire
La peinture est identifiée avec celle pour Leonello Pio da Carpi, seigneur de Meldola, citée par Giorgio Vasari dans sa Vie de Raphaël . Elle est ensuite achetée par le cardinal Alexandre Farnèse en 1564 pour 343 scudi, aux héritiers d'un fils de Leonello, Rodolfo Pio, grand collectionneur d'antiquités. Elle se trouve aujourd'hui dans la collection Farnèse du musée Capodimonte de Naples.
La datation, basée sur des caractéristiques stylistiques, est liée à la comparaison avec de nombreuses Saintes Familles similaires de ces années-là, avec les saints Jean et Elisabeth, comme La Petite Sainte Famille et La Sainte Famille (La Perla). Le paysage est semblable à L'Extase de sainte Cécile (1514-1516) par ses tons ; il marque aussi le début d'une tendance aux décors sombres comme dans La Sainte Famille (La Perla) et La Sainte Famille sous un chêne.
Le nom sous lequel le tableau est connu aujourd'hui ne remonte qu'à 1824 et dérive du titre de la lithographie de Friedrich Rehberg, publiée dans son Rafael Sanzio aus Urbino (Munich, Fleischmann, 1824, page 64 et planche 31). Repris par Longhena dans la traduction italienne de la monographie de Quatremère de Quincy, ce nom s'est donc imposé dans les publications, même si le modèle iconographique du tableau est sans doute celui du groupe « Sainte Famille avec sainte Elisabeth, l'Enfant et saint Jean », et nullement celui d'une Ierusalimskaja (Madone trônant avec l'Enfant sur son bras droit, deux anges de chaque côté, au-dessus de la colombe du Saint-Esprit d'où émanent les sept rayons des dons de l'esprit).

## Description

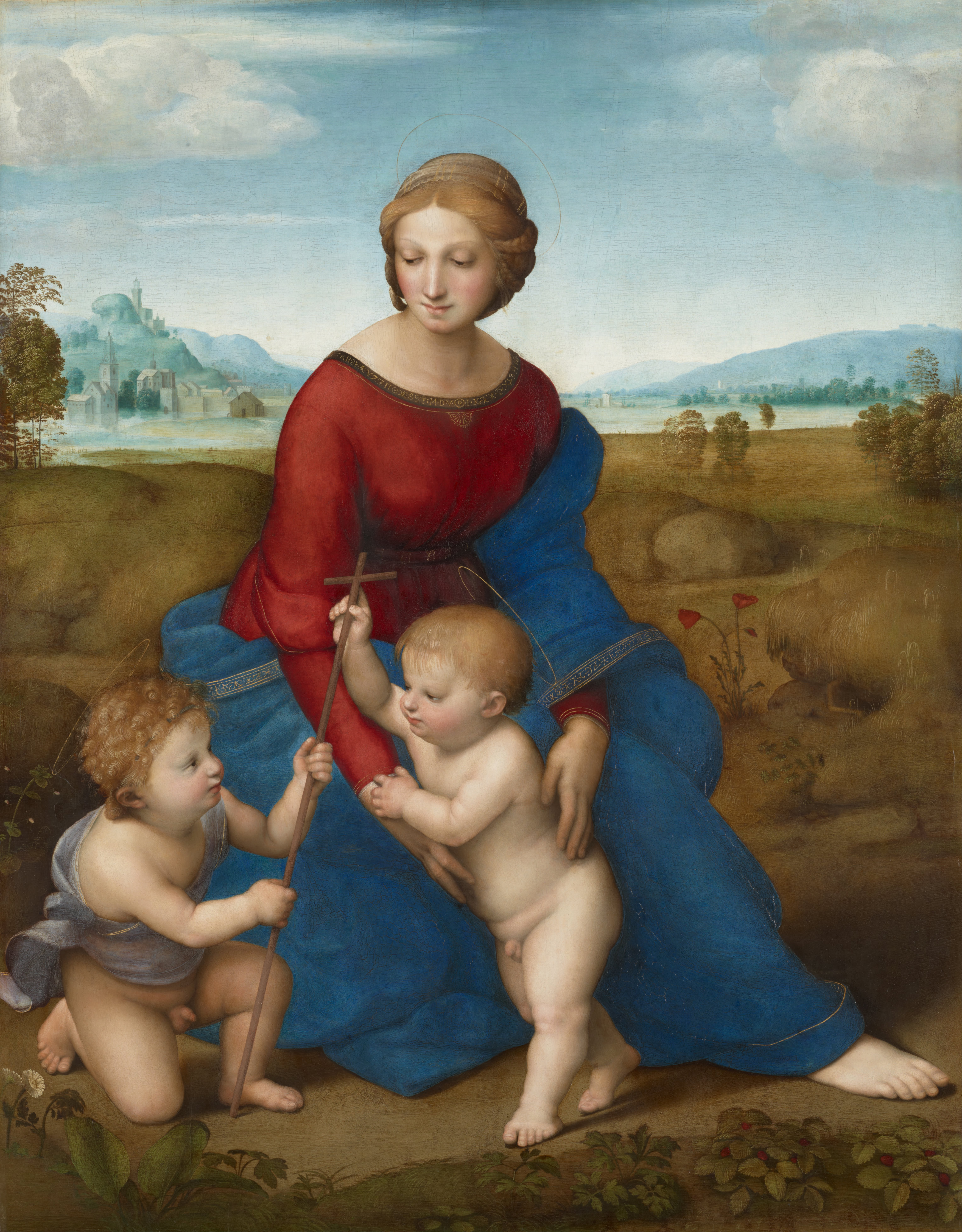
Raphaël, La Madone à la prairie, 1505-1506, Musée d'Histoire de l'art de Vienne.

Le groupe de la Vierge avec l'Enfant sur ses genoux jouant avec le jeune saint Jean avec sainte Élisabeth dans l'ombre, se trouve au premier plan. Jésus semble attiré par la croix de saint Jean, réaffirmant son acceptation du destin de la Passion.
Comme dans la La Madone à la prairie, la croix de roseau, accessoire très important dans les tableaux florentins de Raphaël, sert d'intermédiaire entre les deux enfants, prenant ici une valeur théologique plus marquée par le geste de bénédiction de Jésus adressé à saint Jean agenouillé, porteur du symbole du salut qui annonce aussi sa mort, que le simple élément ludique du panneau de Vienne. Saint Jean ne regarde pas l'Enfant, mais lève les yeux vers la croix qu'il tient verticalement, comme s'il en comprenait subitement la signification. Dans ce contexte, les savants s'attardent sur le geste de sainte Élisabeth (ou selon certains sainte Anne, car il est peu vraisemblable qu'Élisabeth ait été autorisée à tenir le bras de l'Enfant), qui avec une extrême délicatesse et attention soutient le bras droit de Jésus dans son geste de bénédiction.
Sur la gauche, dans une loggia, saint Joseph regarde sur le côté, montant la garde, sur fond de paysage d'où se détache peut-être la Rocca di Meldola où Leonello travaillait en 1515 pour le compte de Léon X. Les deux femmes et l'Enfant sont représentés assis à l'extérieur de cette loggia. Le bâtiment semble surmonté d'une voûte en berceau et comporter une niche à l'arrière. Il s'ouvre sur la gauche sur de grandes arches dont les piliers semblent sortir du rocher, alors que des débris s'amoncellent à leur pied.
Au pied de saint Jean et de la Vierge, le sol en faïence à chevrons de style romain est altéré par des trous et par l'avancée du gazon, marques peut-être d'un monument en ruine non identifié.

## Analyse
La Madone de l'Amour divin constitue le développement d'une idée conçue par Raphaël vers le milieu de son séjour à Florence, connu par un dessin perdu dont il reste plusieurs copies (British Museum). Il est peu probable que ce dessin ait donné lieu à un tableau. Le motif évoque les bas-reliefs de Donatello et de son entourage, que Raphaël enrichit d'une dimension narrative en ajoutant saint Jean.
Toutes les figures sont légèrement tournées, ce qui est une manière de les animer et d'introduire une certaine dynamique à un tableau à l'apparence sobre et majestueuse. La qualité du dessin apparait dans les détails comme la torsion du pied gauche de l'Enfant. La Madone de l'Amour divin partage avec La Sainte Famille de François Ier et La Perla, de la même période, une dimension sévère et idéalisée.
Au lieu de la composition pyramidale traditionnelle, le groupe central est composé selon une disposition diagonale innovante, centrée sur la jambe gauche tendue de la Vierge. Les jambes de la Vierge et son pied gauche rappellent directement La Madone à la prairie, des parties elles-mêmes inspirées de la jambe et du pied droit de la Vierge dans Sainte Anne, la Vierge et l'Enfant Jésus jouant avec un agneau de Léonard de Vinci. Raphaël s'éloigne ici de la pose contournée et expressive de La Madone d'Alba (National Gallery of Art, Washington) et rejette ainsi le michelangélisme.
Sur le plan stylistique, ce tableau se caractérise par le cadre architectural qui structure le fond à travers une masse sombre et assez opaque et par la marginalisation de la figure de saint Joseph, qui accentue cependant son rôle protecteur, deux éléments que l'on retrouve, par exemple, dans La Sainte Famille (La Perla). Cette rigueur architecturale s'inscrit déjà dans les grands courants du classicisme du XVIIe siècle et annonce Le Dominiquin et Nicolas Poussin.
Les lèvres proéminentes du jeune saint Jean et sa chevelure hirsute se retrouvent dans la La Vierge à la rose ultérieure, dans la Vierge à l'Enfant avec la petit saint Jean, de Jules Romain qui en dérive (Galerie nationale d'Écosse, Édimbourg), et dans l'ange agenouillé à gauche du Couronnement de Monteluce de Jules Romain et Giovan Francesco Penni.
Le bâtiment avec les débris au pied a peut-être une signification symbolique : les formes de l'architecture naissent de celles de la nature ; cela pourrait aussi célébrer la rusticité et l'architecture en tant que ruines. Les briques romaines mettent les figures en valeur. Les quatre piliers en parfait état forment une perspective bien marquée. Le décor peut-être une invention ou la reconstitution d'une ruine romaine non identifiée à ce jour. La composition privilégie les formes verticales, qui enferment les personnages sans les entraver.
Se référant à l'interprétation du carton de Sainte Anne, la Vierge, l'Enfant Jésus et saint Jean-Baptiste enfant de Léonard de Vinci donnée par Fra' Pietro da Novellara, vicaire général de l'ordre des Carmes déchaux, qui la décrivait ainsi en 1501 : « il prend un agneau et semble le tenir. La maman leuandose [sortie dans la douleur] du ventre maternel de Sainte Anne emmène l'enfant au spicarlo du petit agneau [animal immolé qui signifie passion]. Sainte Anne se penchant un peu de son siège, il semble qu'elle veuille retenir sa fille qui [e] ne regarde pas le petit agneau. Peut-être que l'Église veut montrer qu'elle ne voudrait pas que la passion du Christ soit entravée », certains lisent dans le geste de sainte Élisabeth un soutien équivalent à la mission sacrificielle de l'enfant Christ qui, en ce sens, est complémentaire à la prière d'adoration de la Vierge représentée à la manière de la Mère pieuse .

## Technique
Le tableau n'a pas été exécuté à partir d'un carton, mais sur la base d'un dessin sous-jacent, qui a connu au moins deux étapes. Le carton conservé au musée de Capodimonte a sans doute été réalisé d'après le tableau pour préparer des répliques.

## Attribution

Marcantonio Raimondi, La Vierge au palmier d'après Raphaël, Cleveland Museum of Art.

Après des études et analyses réalisés en 2015, l'attribution du tableau à Raphaël s'est avérée certaine.
Dès 1860, des savants l'attribuent à Raphaël, « du moins dans ses parties principales », alors que d'autres y voient aussi la main de Jules Romain ou de Giovan Francesco Penni, travaillant soit indépendamment, soit ensemble, soit encore intervenant aux côtés de Raphaël ou utilisant ses dessins. Le seul dessin préparatoire qui subsiste, conservé au cabinet des estampes et dessins du musée de Capodimonte, a lui-même été attribué tour à tour à Jules Romain, Penni et Raphaël, ne permettant pas de trancher. Ce dessin permet de conforter l'idée que les élèves assistaient Raphaël dans la préparation des tableaux, et pas seulement dans leur exécution.
Une première idée de sa composition apparait en radiographie sous la peinture d'une Vierge à l'Enfant avec la petit saint Jean, considérée comme de Jules Romain, plus petite et très différente. Une réflectographie infrarouge de La Madone de l'Amour divin révèle un dessin sous-jacent très linéaire et très poussé, avec plusieurs variantes par rapport à la peinture achevée dont une balustrade sous la figure de saint Joseph, le sol en damier construit rigoureusement en perspective et la tête de saint Jean de trois-quarts, comme dans La Vierge au palmier gravée par Marcantonio Raimondi d'après une étude préliminaire, perdue, pour La Madone de l'Amour divin. Le tracé de la perspective permet de suggérer une intervention de Jules Romain pour cet aspect de l'œuvre.
Le visage et l'expression assez passive de la Vierge, assez massive, sont attribuables à Penni ; le corps de l'Enfant bien construit et subtilement modelé, le mouvement de son bras gauche et sa main sur le genou de sa mère, qui tracent dans l'espace un cheminement convaincant, très complexe, permettent de penser que Raphaël est intervenu directement.

## Postérité
La Madone de l'Amour divin a été très appréciée, inspirant plus de copies que La Sainte Famille (La Perla) et La Sainte Famille sous un chêne, dont celles par Innocenzo Francucci et Federico Zuccari.